# Херман фон Хатцфелд-Глайхен
Херман фон Хатцфелд и Глайхен (на немски: Hermann von Hatzfeld Graf zu Gleichen; * 12 юли 1603; † 23 октомври 1673) от род фон Хатцфелд в Хесен, е граф на Хатцфелд-Глайхен, господар на Вилденбург, Корторф, Халтенберг, Щетен-Розенберг, имперски дворцов съветник и полковник.

## Произход, управление и наследство
Той е най-малкият син на Себастиан фон Хатцфелд (1566 – 1630), който е съветник в Курфюрство Майнц, оберамтман (1605 – 1616), съдия в Айхсфелд в Хайлигенщат, и първата му съпруга Луция цу Зикинген (1569 – 1603), правнучка на Франц фон Зикинген, дъщеря на съветника Франц фон Зикинген (1539 – 1597) и Анна Мария фон Фенинген († 1582). Баща му Себастиан се жени още три пъти (1580) за братовчедката му Мария Маргарета фон Хатцфелд (1561 – сл. 1609), за Маргарета фон Бокенфьорде-Шюнгел, и сл. 1618/1621? г. за Анна фон Нойхоф-Лей. Така той има и три полусестри.
Брат е на фрайхер Хайнрих Фридрих фон Хатцфелд († 1647), фрайхер/граф имперски фелдмаршал Мелхиор фон Хатцфелд († 1658), и на Франц фон Хатцфелд († 1642), княжески епископ на Вюрцбург (1631 – 1642) и Бамберг 1633 – 1642).
През 1387 г. фамилията наследява замък Вилденбург. През 1631 г. умира последният граф фон Глайхен, и братята Мелхиор и Херман получават от Курфюрство Майнц през 1639 г. двореца и имението Глайхен. След смъртта на брат му Мелхиор през 1658 г. без наследници, Херман го наследява и започва да живее в дворец Халтенбергщетен в Средна Франкония. Дворецът Халтенбергщетен е собственост на фамилията от 1641 до 1794 г.
Херман фон Хатцфелд и Глайхен е издигнат на граф на 27 май 1635 г. във Виена. Той умира на 70 години на 23 октомври 1673 г. и е погребан в Лауденбах. През 1803 г. наследниците му стават чрез наследство князе „фон Хатцфелдт цу Трахенберг“. След 1830 г. наследниците му стават князе и се наричат Князе фон Хатцфелд-Вилденбург. Фамилията Хатцфелд съществува и днес.

## Фамилия
Херман фон Хатцфелд и Глайхен се жени на 18 август 1634 г. за Мария Катарина Кемерер фон Вормс-Далберг († сл. 4 септември 1676), дъщеря на фрайхер Волф Дитрих Кемерер фон Вормс-Далберг († 1 юли 1618) и Магдалена фон Кронберг († 29 август 1616, Майнц). Те имат децата:
- Луция фон Хатцфелд (* ок. 1634/1635; † 30 май 1716), графиня, сгодява се на 10 февруари 1658 г. и се омъжва на 18 февруари 1658 г. в Халтенбергщетен, Щутгарт, за граф Кристиан фон Хоенлое-Бартенщайн и Глайхен (* 31 август 1627; † 13 юни 1675)
- Мария Елеонора фон Хатцфелд († 13 юни 1667), омъжена 18 февруари 1658 г. в Халтенбергщетен за граф Лудвиг Густав фон Хоенлое-Валденбург-Шилингсфюрст (* 8 юни 1634; † 21 февруари 1697)
- Франц фон Хатцфелд (* 24 април 1638; † 2 февруари 1685), домхер във Вюрцбург, Трир и Майнц
- Мелхиор фон Хатцфелд († 1658/1660?), убит в битка близо до Гент
- Хайнрих фон Глайхен и Хатцфелд (* 1641; † 15 август 1683), граф на Глайхен и Хатцфелд, господар на Кранихфелд, Вилденбург, Кроторф, Шьонщайн и Халтенбергщетен; женен на 25 ноември 1670 г. за фрайин Катарина Елизабет фон Шьонборн (* 1 май 1652; † 1707), дъщеря на Филип Ервайн фон Шьонборн (1607 – 1668) и фрайин Мария Урсула фон Грайфенклау цу Фолрадс (1612 – 1682)
- Катарина фон Хатцфелд († 5 април 1690), канонеса в Мюнстербилзен
- Мария Елизабет Валбурга фон Хатцфелд (* ок. 1646; † 9 октомври 1706), омъжена 1666 г. за фрайхер Франц Феликс Карл, фогт фон Хунолщайн (* 12 октомври 1637; † 1675)
- Мария Анна Магдалена фон Хатцфелд (* 13 януари 1679), омъжена за фрайхер Филип Адам фон Елкерсхаузен-Клюпел
- Йохан Себастиан фон Хатцфелд и Глайхен (* 24 януари/2 февруари 1654; † 22 април 1708/1696), господар на Кроторф и Вилденбург, женен на 28 август 1685 г. за фрайин Мария Анна Елиза (Урсула) фон Кеселщат (* 27 юни 1666; † 10 август 1726)